# Mijanès
Mijanès est une commune française, située dans le sud-est du département de l'Ariège en région Occitanie. Sur le plan historique et culturel, la commune fait partie du Donezan, qui faisait jadis partie du comté de Razès puis du comté de Foix.
Il s'agit d'une sorte de plateau granitique isolé du monde, entouré d'un écrin montagneux et occupé par sept villages. Exposée à un climat océanique altéré, elle est drainée par la Bruyante, le ruisseau de Paillères et par divers autres petits cours d'eau. La commune possède un patrimoine naturel remarquable : trois sites Natura 2000 (le site « Quérigut, Orlu », la « haute Vallée de l'Aude et Bassin de l'Aiguette » et « Quérigut, Laurenti, Rabassolles, Balbonne, la Bruyante, haute vallée de l'Oriège ») et cinq zones naturelles d'intérêt écologique, faunistique et floristique.
Mijanès est une commune rurale qui compte 58 habitants en 2022, après avoir connu un pic de population de 595 habitants en 1851. Ses habitants sont appelés les Mijanésiens ou Mijanésiennes.

## Géographie

### Localisation
La commune de Mijanès se trouve dans le département de l'Ariège, en région Occitanie.
Commune située dans le Donezan sur la Bruyante, affluent du fleuve l'Aude. C'est une commune limitrophe avec le département de l'Aude.
Sur le plan historique et culturel, Mijanès fait partie du Donezan, qui faisait jadis partie du comté de Razès puis du comté de Foix. Il s'agit d'une sorte de plateau granitique isolé du monde, entouré d'un écrin montagneux et occupé par sept villages.
Elle se situe à 45 km à vol d'oiseau de Foix, préfecture du département, et à 18 km d'Ax-les-Thermes, bureau centralisateur du canton de Haute-Ariège dont dépend la commune depuis 2015 pour les élections départementales.
La commune fait en outre partie du bassin de vie de Quillan.
Les communes les plus proches sont : 
Rouze (1,2 km), Artigues (1,8 km), Le Pla (2,6 km), Campagna-de-Sault (3,2 km), Le Puch (3,9 km), Carcanières (4,6 km), Fontanès-de-Sault (4,7 km), Quérigut (4,9 km).
| La Fajolle (Aude), Mérial (Aude) | Niort-de-Sault (Aude) | Campagna-de-Sault (Aude), Rouze |
| Ascou                            | Mijanès               | Artigues                        |
|                                  | Orlu                  |                                 |

### Superficie et relief
La superficie cadastrale de la commune publiée par l’Insee, qui sert de références dans toutes les statistiques, est de 39,95 km2,. La superficie géographique, issue de la BD Topo, composante du Référentiel à grande échelle produit par l'IGN, est quant à elle de 39,76 km2. Son relief est particulièrement escarpé puisque la dénivelée maximale atteint 1 504 mètres. L'altitude du territoire varie entre 1 037 m et 2 541 m,.
Une grande partie de la commune a été recouverte par des glaciers pendant certaines phases froides de l'ère quaternaire. Les combes abruptes, et les lacs, situés immédiatement au sud-est du pic de Tarbésou témoignent de manière frappante de cette glaciation.

### Géologie

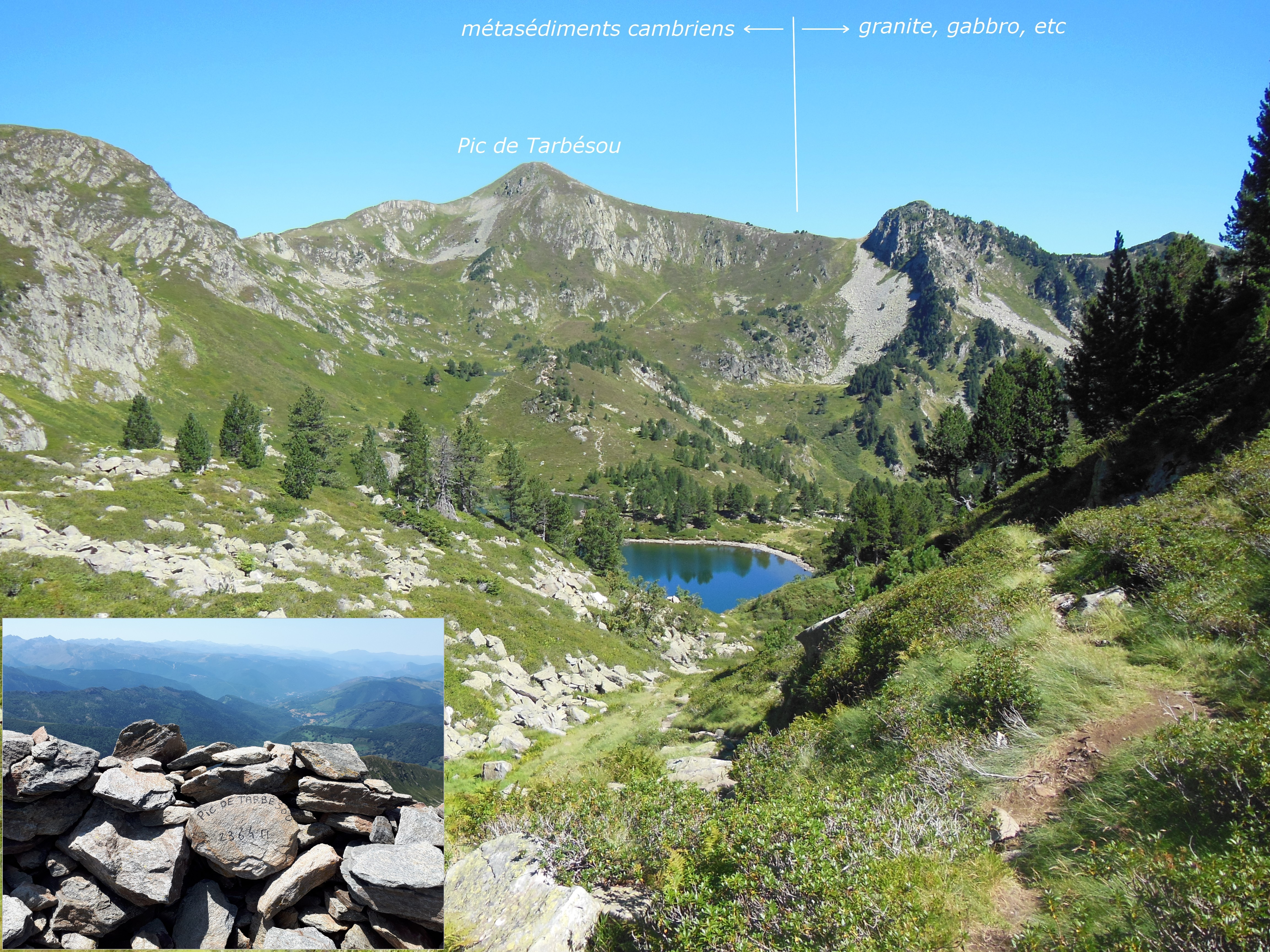
Pic de Tarbésou, vue depuis le sud, et l'étang Bleu; commune de Mijanès. Le pic se situe sur des métasédiments cambriens.

La commune est située dans les Pyrénées, une chaîne montagneuse jeune, érigée durant l'ère tertiaire (il y a 40 millions d'années environ), en même temps que les Alpes, certaines parties étant recouvertes par des formations superficielles.
La majeure partie de la commune est située dans le pluton de Quérigut, une intrusion ignée majeure d'âge hercynien (environ 300 Ma). Le pluton est constitué de granite, gabbro, diorite et autres formations ignées. Les marges nord et ouest de la commune (par exemple, autour du pic de Tarbésou) sont situées sur "l'encaissant" du pluton, constitué de formations sédimentaires métamorphisées préhercyniennes,,,.

### Hydrographie

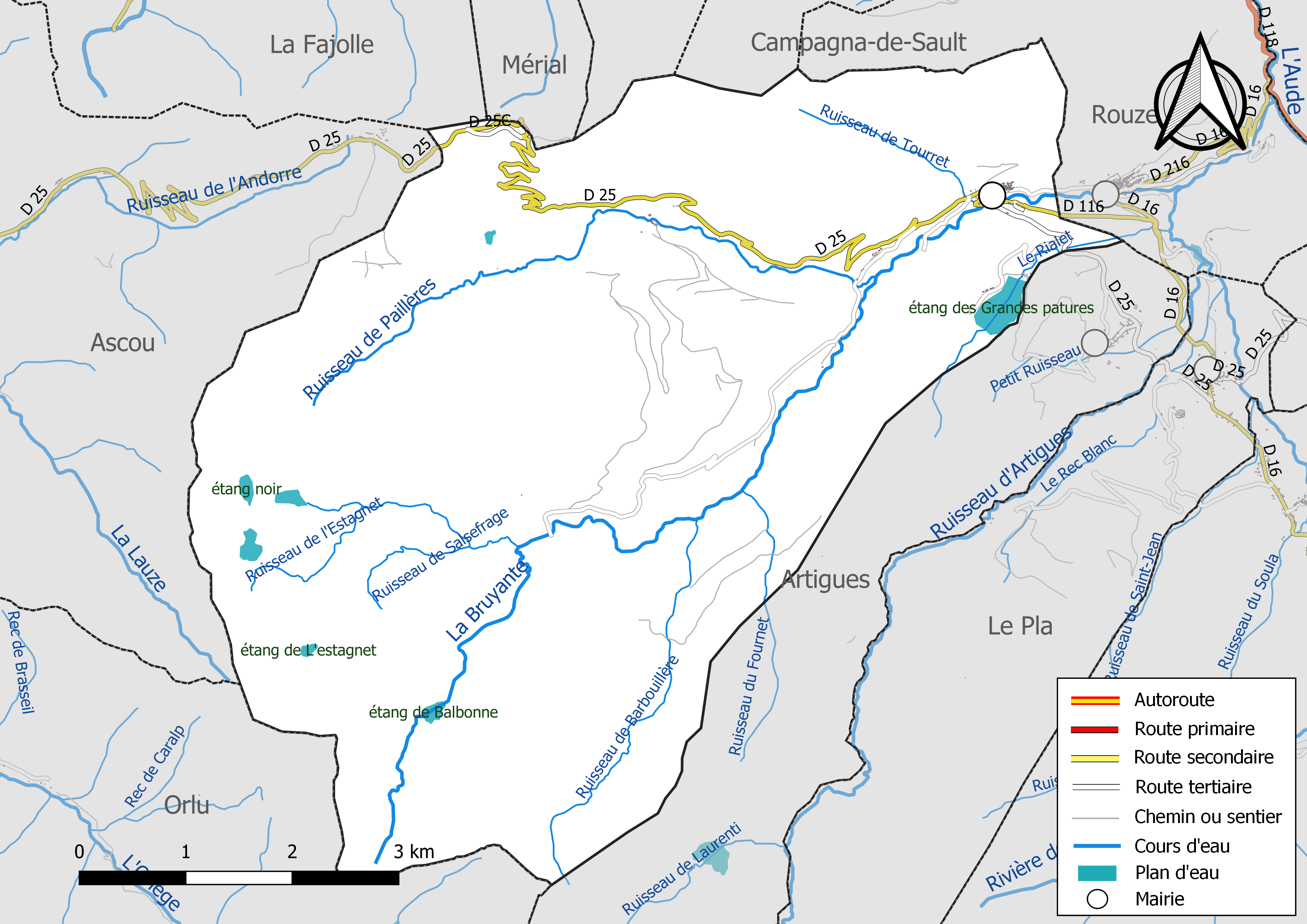
Réseaux hydrographique et routier de Mijanès.

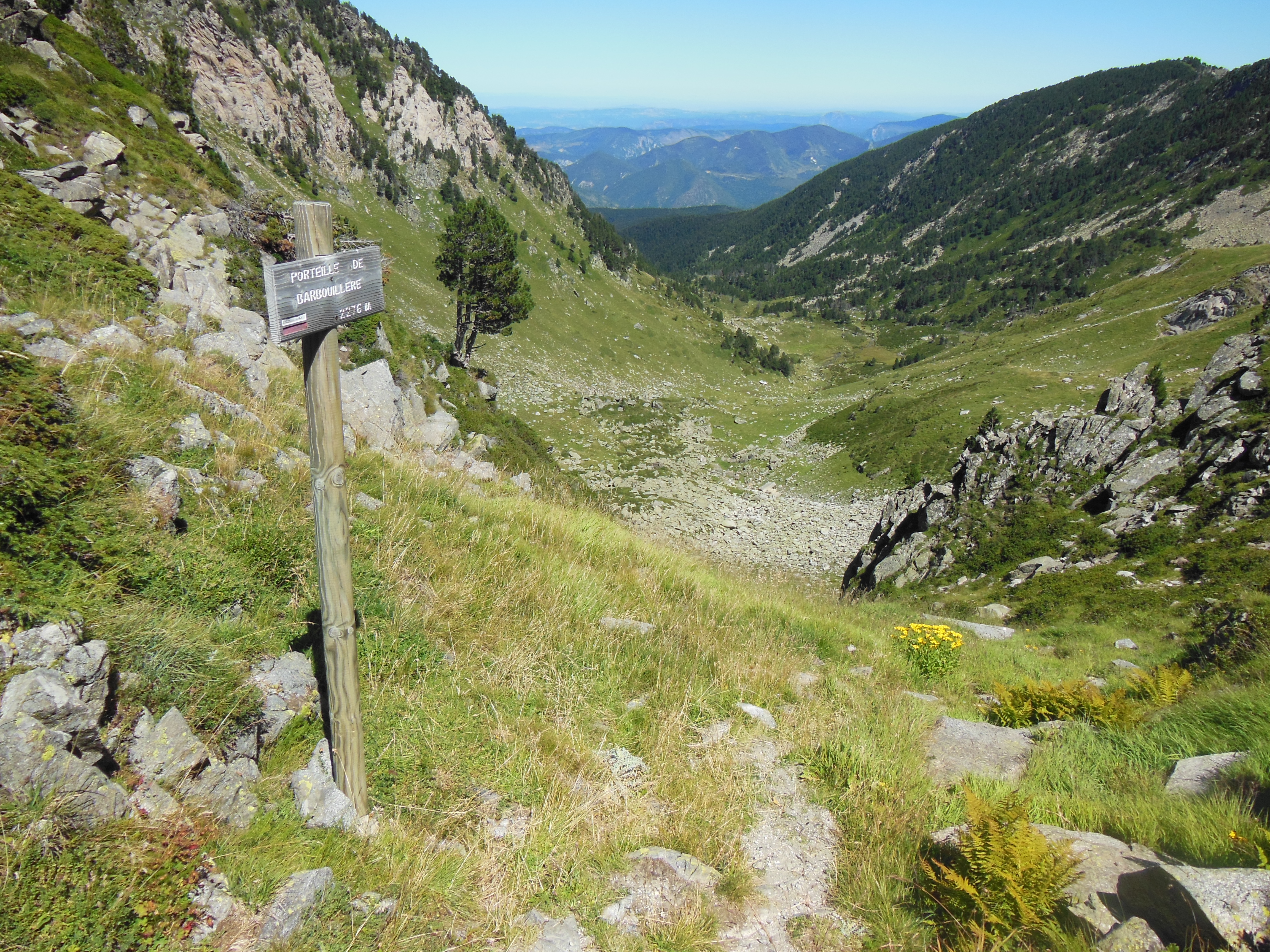
Vallée du ruisseau de Barbouillère.

La commune est dans la région hydrographique « Côtiers méditerranéens », au sein du bassin hydrographique Rhône-Méditerranée-Corse. Elle est drainée par la Bruyante, le ruisseau de Paillères, le Rialet, le ruisseau d'Artounant, le ruisseau de Barbouillère, le ruisseau de l'Estagnet, le ruisseau de Salsefrage, le ruisseau de Tourret et le ruisseau du Fournet, constituant un réseau hydrographique de 32 km de longueur totale,.
La Bruyante, d'une longueur totale de 14,1 km, prend sa source dans la commune de Mijanès et s'écoule du sud-ouest vers le nord-est. Elle traverse la commune et se jette dans l'Aude à Rouze.

### Climat
Pour des articles plus généraux, voir Climat de l'Occitanie et Climat de l'Ariège.
En 2010, le climat de la commune est de type climat océanique altéré, selon une étude s'appuyant sur une série de données couvrant la période 1971-2000. En 2020, Météo-France publie une typologie des climats de la France métropolitaine dans laquelle la commune est exposée à un climat de montagne et est dans une zone de transition entre les régions climatiques « Pyrénées orientales » et « Pyrénées centrales ».
Pour la période 1971-2000, la température annuelle moyenne est de 9,4 °C, avec une amplitude thermique annuelle de 14,8 °C. Le cumul annuel moyen de précipitations est de 1 013 mm, avec 8,9 jours de précipitations en janvier et 6,8 jours en juillet. Pour la période 1991-2020, la température moyenne annuelle observée sur la station météorologique la plus proche, située sur la commune de Belcaire à 12 km à vol d'oiseau, est de 9,8 °C et le cumul annuel moyen de précipitations est de 1 032,4 mm,. Pour l'avenir, les paramètres climatiques de la commune estimés pour 2050 selon différents scénarios d'émission de gaz à effet de serre sont consultables sur un site dédié publié par Météo-France en novembre 2022.

### Milieux naturels et biodiversité

#### Réseau Natura 2000

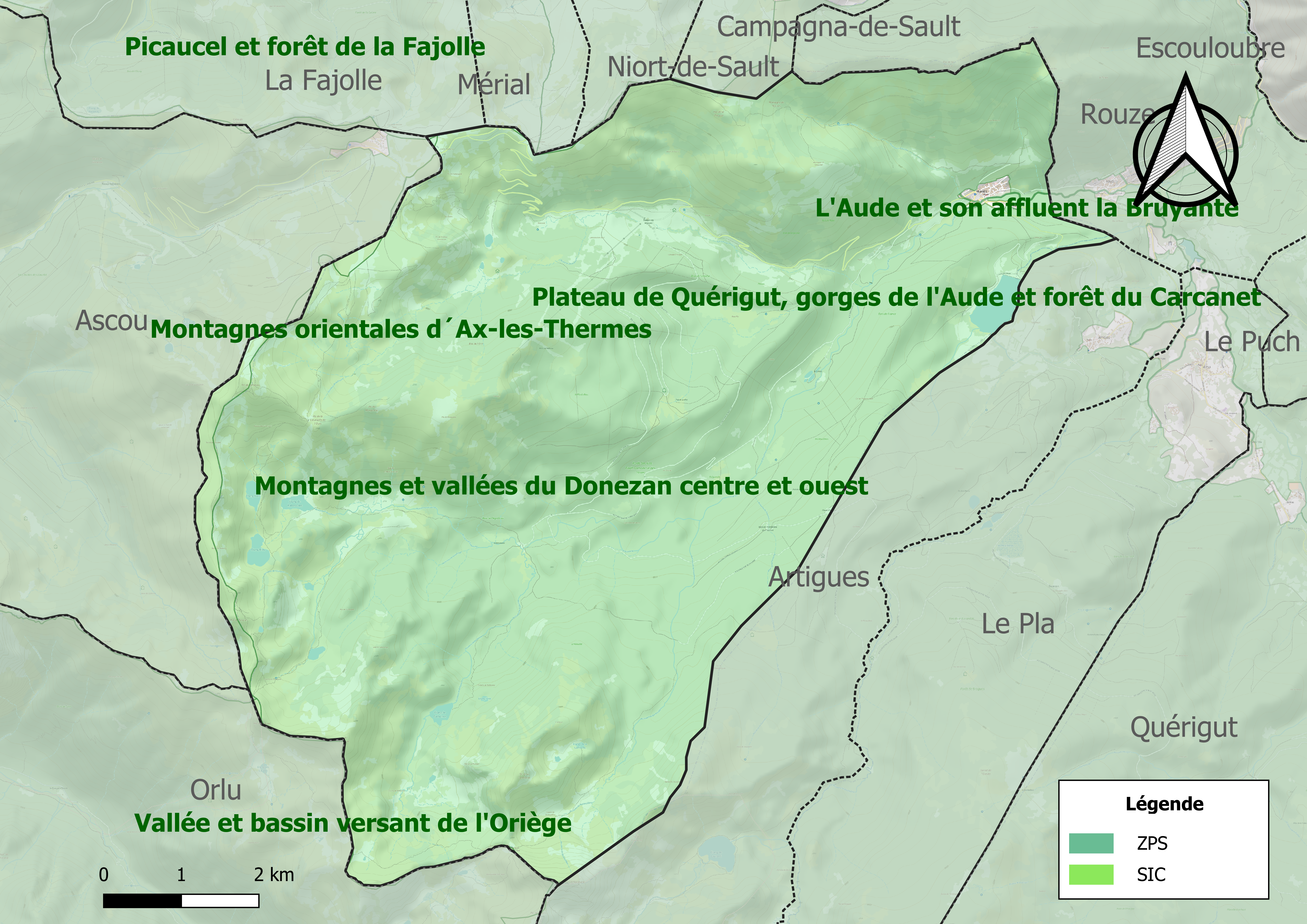
Sites Natura 2000 sur le territoire communal.

Le réseau Natura 2000 est un réseau écologique européen de sites naturels d'intérêt écologique élaboré à partir des directives habitats et oiseaux, constitué de zones spéciales de conservation (ZSC) et de zones de protection spéciale (ZPS).
Deux sites Natura 2000 ont été définis sur la commune au titre de la directive habitats :
- « Quérigut, Laurenti, Rabassolles, Balbonne, la Bruyante, haute vallée de l'Oriège », d'une superficie de 10 255 ha, un vaste ensemble de type écocomplexe avec opposition de communautés de caractère boréo-alpin et de communautés de caractère oro-méditerranéen[30] ;
- la « haute Vallée de l'Aude et Bassin de l'Aiguette », d'une superficie de 17 055 ha, particulièrement intéressant pour ses milieux aquatiques. Il comprend des populations de Desmans des Pyrénées, Barbeau méridional, d'Écrevisse à pattes blanches ainsi que des chabots[31] ;

et un au titre de la directive oiseaux : 
- le site « Quérigut, Orlu », d'une superficie de 10 255 ha, très régulièrement fréquenté par dix-sept espèces d'oiseaux de l'annexe 1, parmi elles, on retrouve huit espèces de rapaces diurnes et deux rapaces nocturnes[32].

#### Zones naturelles d'intérêt écologique, faunistique et floristique
L’inventaire des zones naturelles d'intérêt écologique, faunistique et floristique (ZNIEFF) a pour objectif de réaliser une couverture des zones les plus intéressantes sur le plan écologique, essentiellement dans la perspective d’améliorer la connaissance du patrimoine naturel national et de fournir aux différents décideurs un outil d’aide à la prise en compte de l’environnement dans l’aménagement du territoire.
Trois ZNIEFF de type 1 sont recensées sur la commune :
- « l'Aude et son affluent la Bruyante » (37 ha), couvrant 6 communes dont 4 dans l'Ariège et 2 dans l'Aude[34] ;
- les « montagnes et vallées du Donezan centre et ouest » (8 618 ha), couvrant 12 communes dont 7 dans l'Ariège, 3 dans l'Aude et 2 dans les Pyrénées-Orientales[35],
- les « montagnes orientales d'Ax-les-Thermes » (9 524 ha), couvrant 20 communes dont 16 dans l'Ariège et 4 dans l'Aude[36] ;

et deux ZNIEFF de type 2, : 
- « le bassin versant de l'Oriège et montagnes orientales d'Ax-les-Thermes » (18 551 ha), couvrant 25 communes dont 18 dans l'Ariège, 4 dans l'Aude et 3 dans les Pyrénées-Orientales[37] ;
- le « massif de Quérigut et forêt du Carcanet (Donezan) » (12 106 ha), couvrant 32 communes dont 18 dans l'Ariège, 10 dans l'Aude et 4 dans les Pyrénées-Orientales[38].

Carte des ZNIEFF de type 1 et 2 à Mijanès.
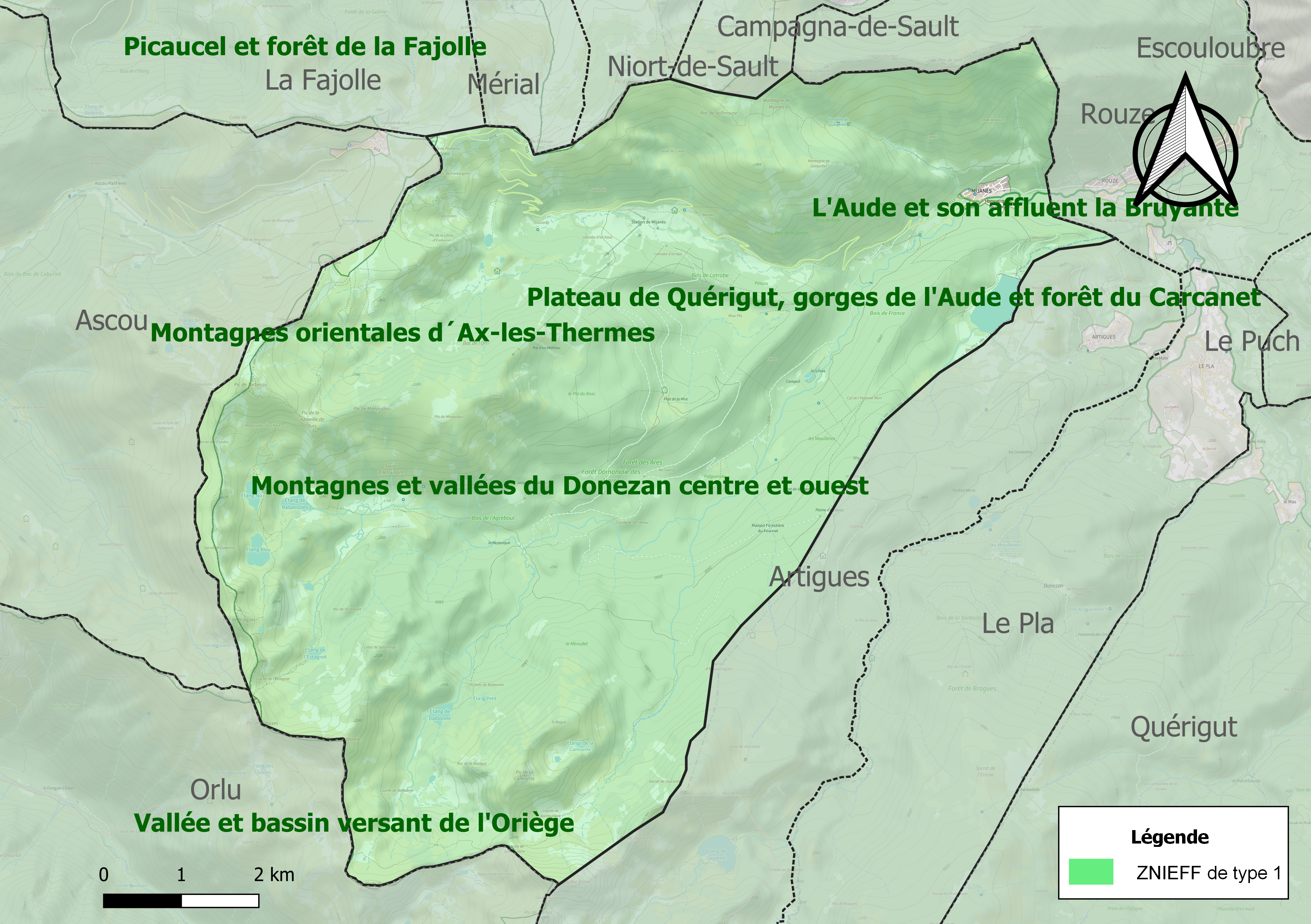
Carte des ZNIEFF de type 1 sur la commune.
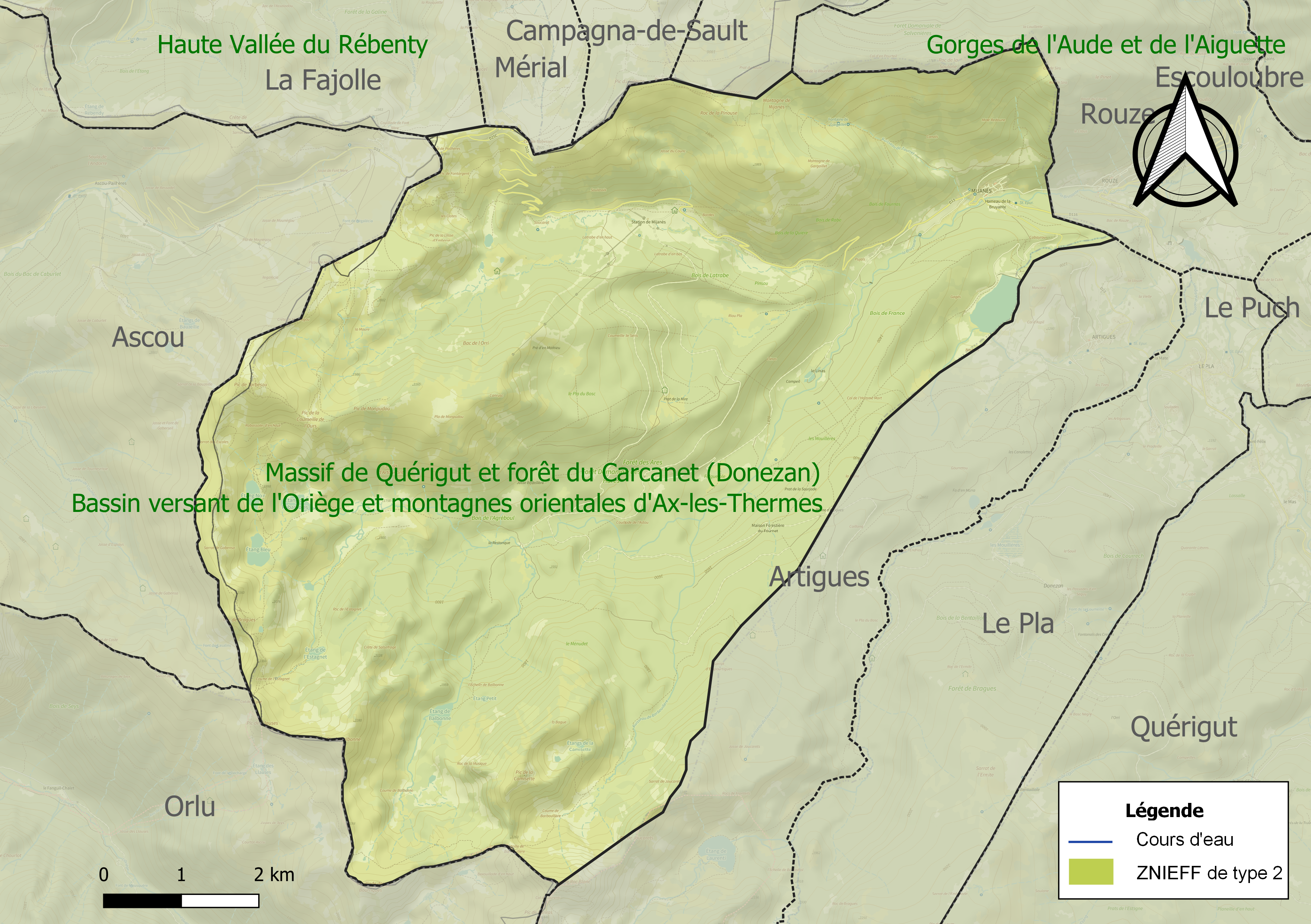
Carte des ZNIEFF de type 2 sur la commune.

## Urbanisme

### Typologie
Au 1er janvier 2024, Mijanès est catégorisée commune rurale à habitat très dispersé, selon la nouvelle grille communale de densité à 7 niveaux définie par l'Insee en 2022.
Elle est située hors unité urbaine et hors attraction des villes,.

### Occupation des sols

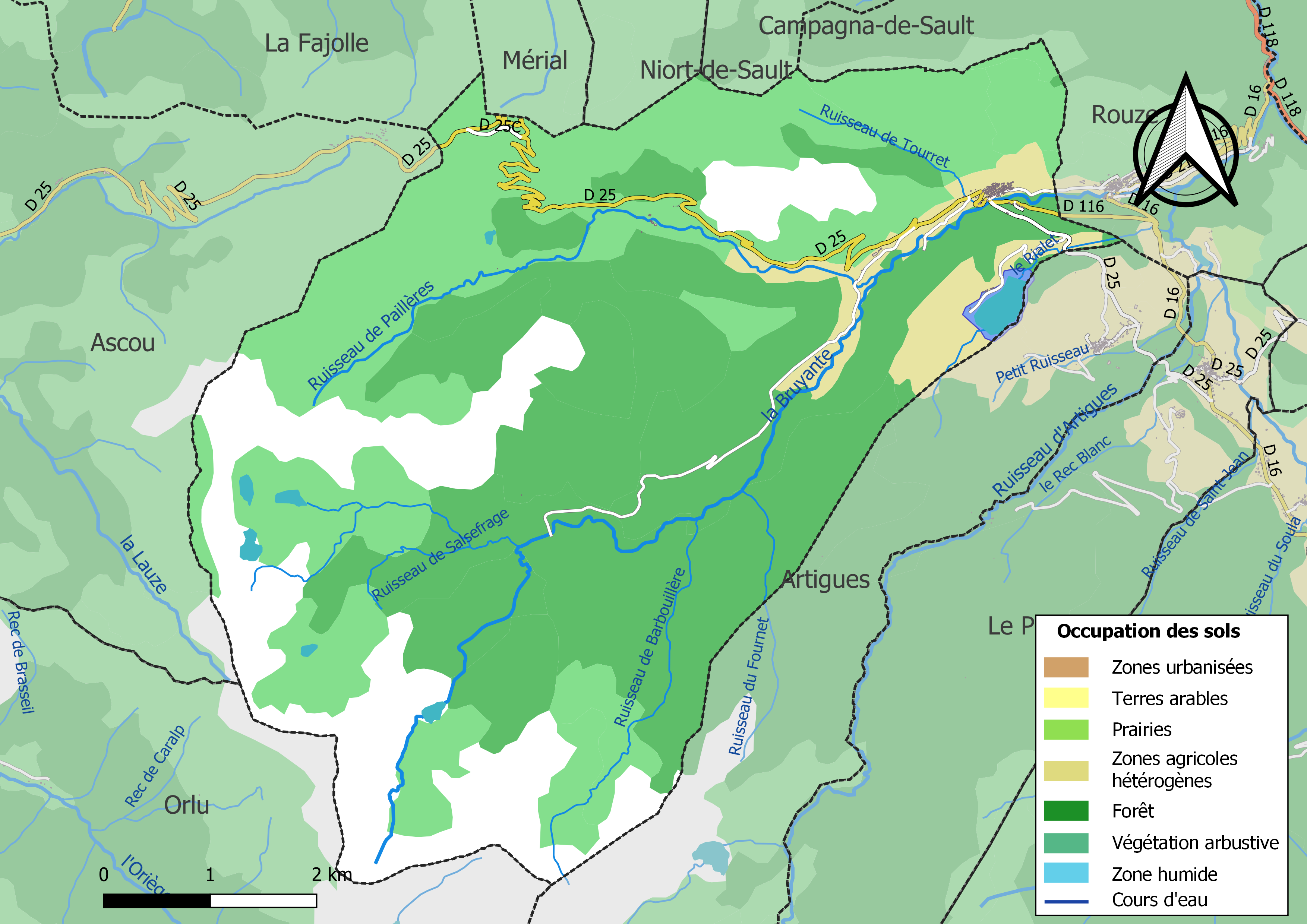
Carte des infrastructures et de l'occupation des sols de la commune en 2018 (CLC).

L'occupation des sols de la commune, telle qu'elle ressort de la base de données européenne d’occupation biophysique des sols Corine Land Cover (CLC), est marquée par l'importance des forêts et milieux semi-naturels (94,7 % en 2018), en diminution par rapport à 1990 (96,7 %). La répartition détaillée en 2018 est la suivante : 
forêts (46 %), milieux à végétation arbustive et/ou herbacée (31 %), espaces ouverts, sans ou avec peu de végétation (17,7 %), zones agricoles hétérogènes (4,8 %), eaux continentales (0,5 %). L'évolution de l’occupation des sols de la commune et de ses infrastructures peut être observée sur les différentes représentations cartographiques du territoire : la carte de Cassini (XVIIIe siècle), la carte d'état-major (1820-1866) et les cartes ou photos aériennes de l'IGN pour la période actuelle (1950 à aujourd'hui).

### Habitat et logement
En 2018, le nombre total de logements dans la commune était de 163, alors qu'il était de 162 en 2013 et de 160 en 2008.
Parmi ces logements, 24,8 % étaient des résidences principales, 74,6 % des résidences secondaires et 0,6 % des logements vacants. Ces logements étaient pour 98,2 % d'entre eux des maisons individuelles et pour 1,8 % des appartements.
Le tableau ci-dessous présente la typologie des logements à Mijanès en 2018 en comparaison avec celle de l'Ariège et de la France entière. Une caractéristique marquante du parc de logements est ainsi une proportion de résidences secondaires et logements occasionnels (74,6 %) supérieure à celle du département (24,6 %) et à celle de la France entière (9,7 %). Concernant le statut d'occupation de ces logements, 78 % des habitants de la commune sont propriétaires de leur logement (81,6 % en 2013), contre 66,3 % pour l'Ariège et 57,5 % pour la France entière.
| Typologie                                               | Mijanès | Ariège | France entière |
| ------------------------------------------------------- | ------- | ------ | -------------- |
| Résidences principales (en %)                           | 24,8    | 65,7   | 82,1           |
| Résidences secondaires et logements occasionnels (en %) | 74,6    | 24,6   | 9,7            |
| Logements vacants (en %)                                | 0,6     | 9,7    | 8,2            |

### Risques majeurs
Le territoire de la commune de Mijanès est vulnérable à différents aléas naturels : inondations, climatiques (grand froid ou canicule), feux de forêts, mouvements de terrains, avalanche  et séisme (sismicité modérée). Il est également exposé à un risque particulier, le risque radon,.

#### Risques naturels

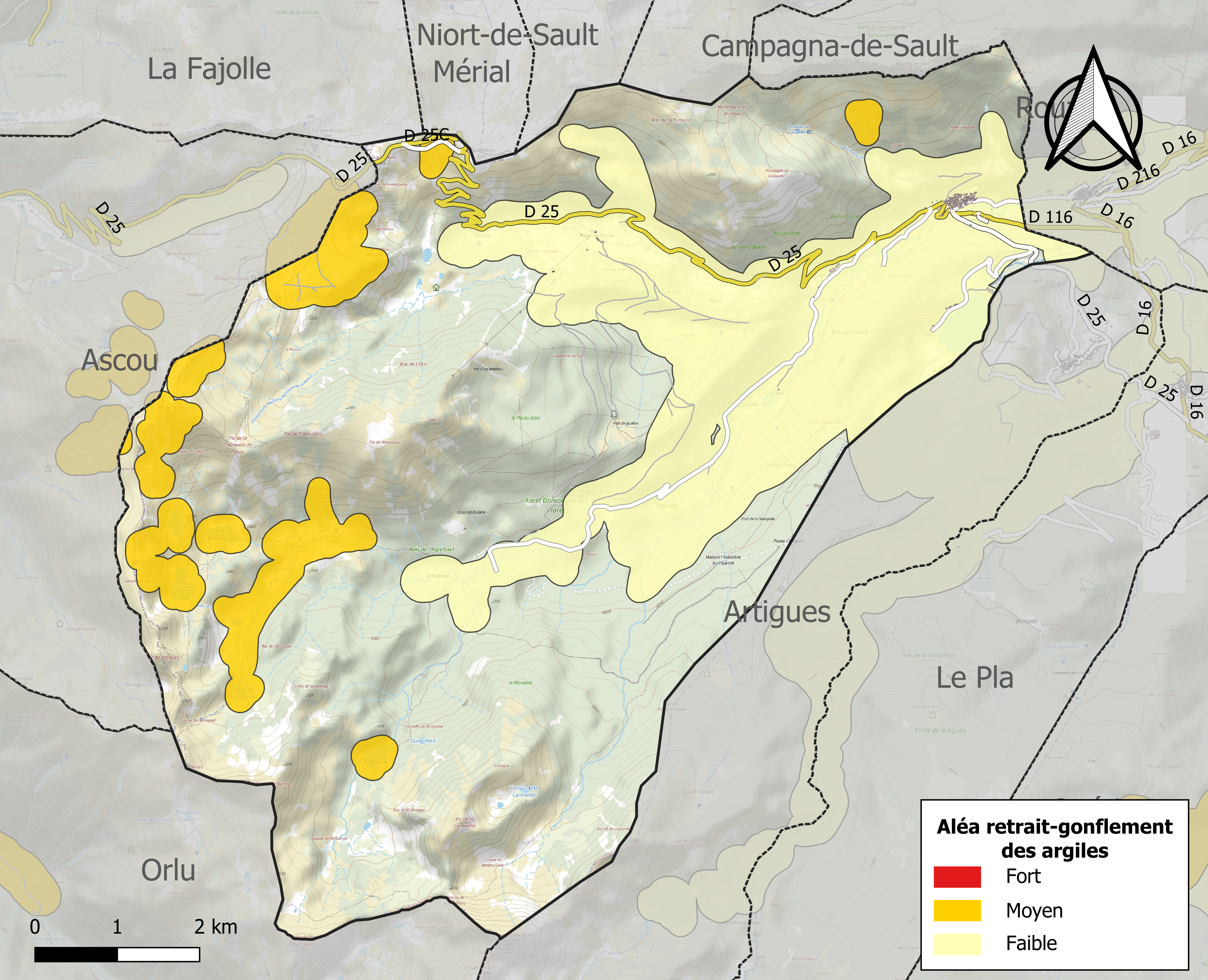
Zonage de l'aléa retrait-gonflement des argiles sur la commune de Mijanès.

Certaines parties du territoire communal sont susceptibles d’être affectées par le risque d’inondation par crue torrentielle d'un cours d'eau, ou ruissellement d'un versant.
Les mouvements de terrains susceptibles de se produire sur la commune sont soit des chutes de blocs, soit des glissements de terrains, soit des effondrements liés à des cavités souterraines, soit des mouvements liés au retrait-gonflement des argiles. Près de 50 % de la superficie du département est concernée par l'aléa retrait-gonflement des argiles, dont la commune de Mijanès. L'inventaire national des cavités souterraines permet par ailleurs de localiser celles situées sur la commune.

#### Risque particulier
Dans plusieurs parties du territoire national, le radon, accumulé dans certains logements ou autres locaux, peut constituer une source significative d’exposition de la population aux rayonnements ionisants. Toutes les communes du département sont concernées par le risque radon à un niveau plus ou moins élevé. Selon la classification de 2018, la commune de Mijanès est classée en zone 3, à savoir zone à potentiel radon significatif.

## Histoire
Un important incendie a détruit 90 maisons en février 1825 : 350 habitants sur 475 se trouvent sans abri.
En majeure partie sur le territoire communal, le barrage des Grandes Pâtures sur le Rialet, commencé en 1942, a été achevé en 1949 pour la production hydrolectrique.

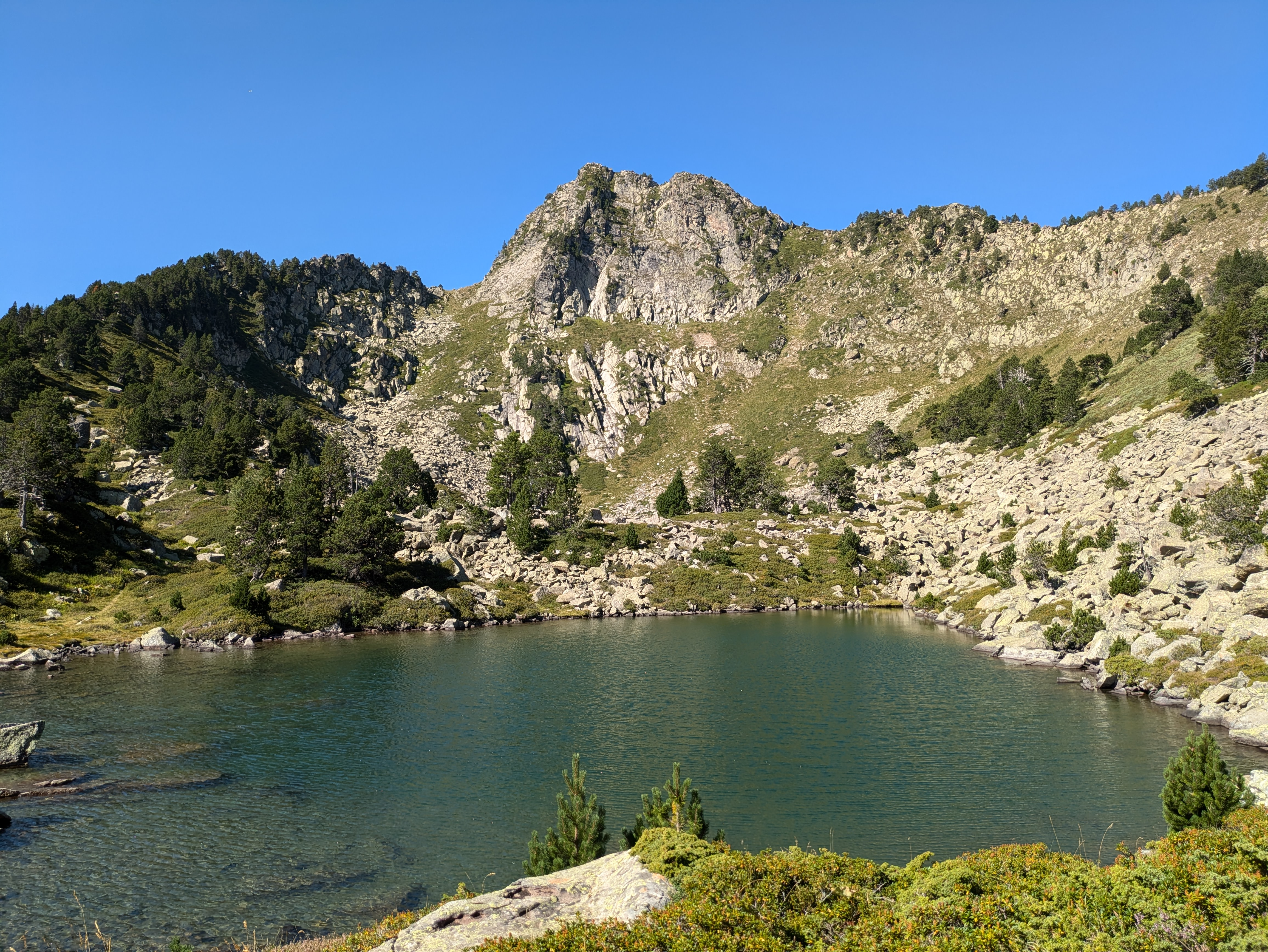
Pic de la Camisette. C'est ici que s'est produit l'accident d'avion. Les restes de l'avion ont été retrouvés au pied des falaises, juste en dessous du sommet. En 2024, certains restes étaient encore là.

Le 5 décembre 1944, un avion de transport militaire Douglas C-47 "Dakota" de la Royal Air Force à destination des Indes, s'est écrasé à Mijanès sur le pic de la Camisette. Sur les 23 militaires à bord, dix-sept périront dans l'accident. Un autre décédera de ses blessures quelques jours plus tard. Il n'y aura finalement que cinq survivants. Une plaque commémorative est fixée sur la façade de la mairie.

## Politique et administration

### Découpage territorial
La commune de Mijanès est membre de la communauté de communes de la Haute Ariège, un établissement public de coopération intercommunale (EPCI) à fiscalité propre créé le 27 septembre 2016 dont le siège est à Luzenac. Ce dernier est par ailleurs membre d'autres groupements intercommunaux.
Sur le plan administratif, elle est rattachée à l'arrondissement de Foix, à la circonscription administrative de l'État de l'Ariège et à la région Occitanie.
Sur le plan électoral, elle dépend du canton de Haute-Ariège pour l'élection des conseillers départementaux, depuis le redécoupage cantonal de 2014 entré en vigueur en 2015, et de la première circonscription de l'Ariège  pour les élections législatives, depuis le redécoupage électoral de 1986.

### Liste des maires
| Période                                  | Période  | Identité                   | Étiquette | Qualité                                                    |
| ---------------------------------------- | -------- | -------------------------- | --------- | ---------------------------------------------------------- |
| Les données manquantes sont à compléter. |          |                            |           |                                                            |
| avant 1872                               | ?        | François-Bonaventure Utéza | Droite    | Propriétaire                                               |
| Les données manquantes sont à compléter. |          |                            |           |                                                            |
| avant 1981                               | 1983     | François Galy              | PS        |                                                            |
| 1983                                     | 1995     | Jean-Pierre Bel            | PS        | Juriste Conseiller régional de Midi-Pyrénées (1992 → 1998) |
| 1995                                     | 2001     | Jean-Jacques Resplandy     | PS        |                                                            |
| 2001                                     | En cours | Christian Dubuc            | PS        | Agent technique                                            |

## Démographie
| 1793 | 1800 | 1806 | 1821 | 1831 | 1836 | 1841 | 1846 | 1851 |
| ---- | ---- | ---- | ---- | ---- | ---- | ---- | ---- | ---- |
| 462  | 384  | 520  | 497  | 554  | 589  | 582  | 574  | 595  |

| 1856 | 1861 | 1866 | 1872 | 1876 | 1881 | 1886 | 1891 | 1896 |
| ---- | ---- | ---- | ---- | ---- | ---- | ---- | ---- | ---- |
| 529  | 540  | 519  | 494  | 501  | 501  | 500  | 505  | 466  |

| 1901 | 1906 | 1911 | 1921 | 1926 | 1931 | 1936 | 1946 | 1954 |
| ---- | ---- | ---- | ---- | ---- | ---- | ---- | ---- | ---- |
| 410  | 387  | 390  | 268  | 263  | 227  | 215  | 215  | 184  |

| 1962 | 1968 | 1975 | 1982 | 1990 | 1999 | 2004 | 2006 | 2009 |
| ---- | ---- | ---- | ---- | ---- | ---- | ---- | ---- | ---- |
| 125  | 91   | 71   | 75   | 79   | 78   | 85   | 90   | 93   |

| 2014 | 2019 | 2022 | - | - | - | - | - | - |
| ---- | ---- | ---- | - | - | - | - | - | - |
| 62   | 61   | 58   | - | - | - | - | - | - |

## Économie

### Emploi
| Division       | 2008  | 2013   | 2018   |
| -------------- | ----- | ------ | ------ |
| Commune        | 6,9 % | 6,9 %  | 5 %    |
| Département    | 8,9 % | 11,1 % | 11,2 % |
| France entière | 8,3 % | 10 %   | 10 %   |

En 2018, la population âgée de 15 à 64 ans s'élève à 20 personnes, parmi lesquelles on compte 60 % d'actifs (55 % ayant un emploi et 5 % de chômeurs) et 40 % d'inactifs,. Depuis 2008, le taux de chômage communal (au sens du recensement) des 15-64 ans est inférieur à celui de la France et du département.
La commune est hors attraction des villes,. Elle compte 17 emplois en 2018, contre 21 en 2013 et 22 en 2008. Le nombre d'actifs ayant un emploi résidant dans la commune est de 13, soit un indicateur de concentration d'emploi de 132,8 % et un taux d'activité parmi les 15 ans ou plus de 24,6 %.
Sur ces 13 actifs de 15 ans ou plus ayant un emploi, 9 travaillent dans la commune, soit 69 % des habitants. Pour se rendre au travail, 76,9 % des habitants utilisent un véhicule personnel ou de fonction à quatre roues, 23,1 % s'y rendent en deux-roues, à vélo ou à pied.

### Activités

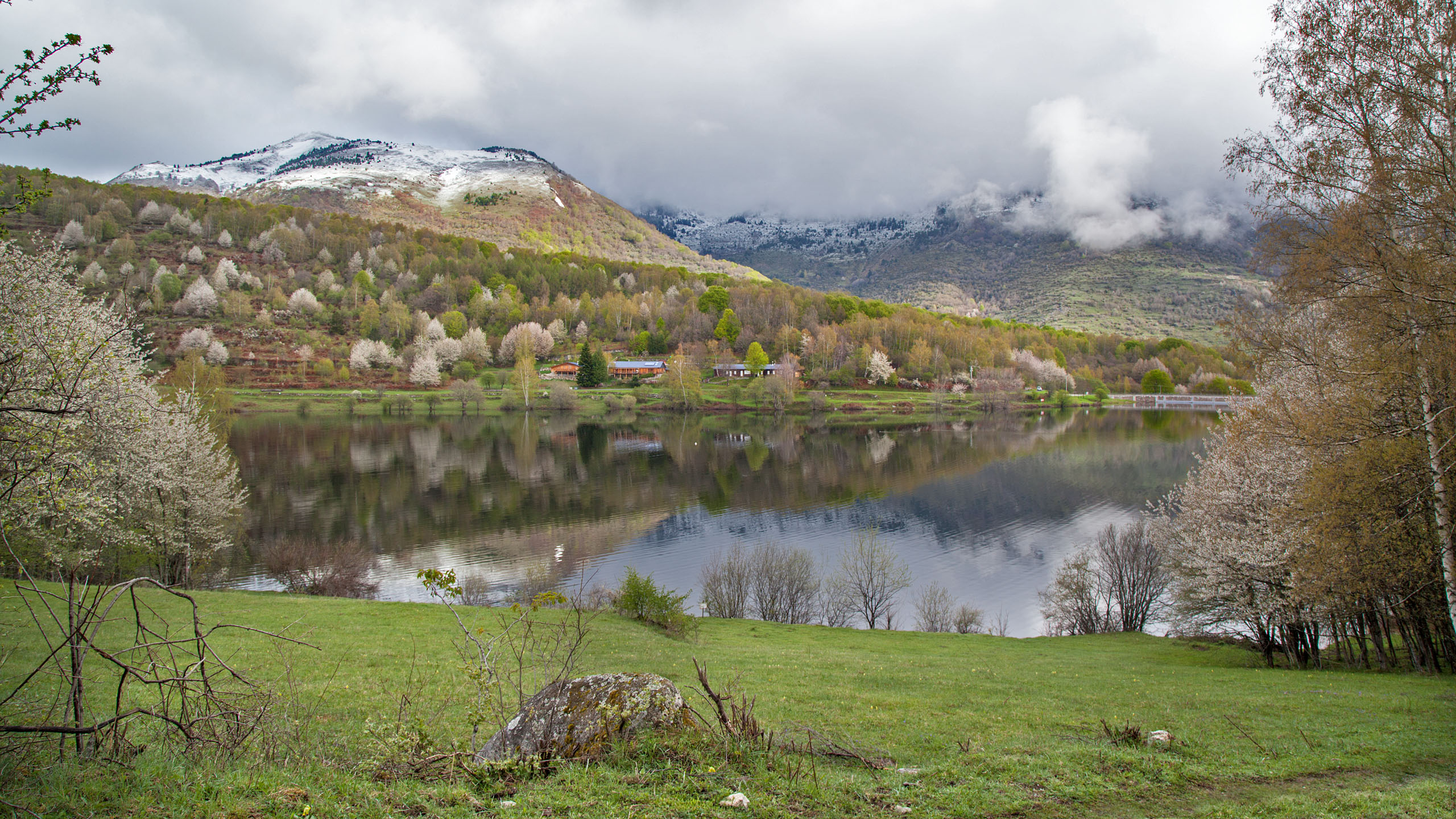
Lac de Noubals

### Station de ski de Mijanès
Sur la commune se trouve la station de ski Mijanès-Donezan :de 1 470 m à 2 000 m d'altitude, compte 45 km de pistes (dont 36 km de ski de fond), 5 téléskis, 10 pistes pour le ski alpin. Elle a été créée en 1961 à l'initiative de Michel Castilla, conseiller général.

### Barrage de Noubals
Situé à 1 229 m d'altitude et achevé en 1949, le barrage hydroélectrique a généré un lac de retenue occupant 16 hectares pour un volume de 2 millions de m3. Il permet la pratique d'activités de loisir, avec notamment l'aménagement d'un parcours santé.

## Culture locale et patrimoine

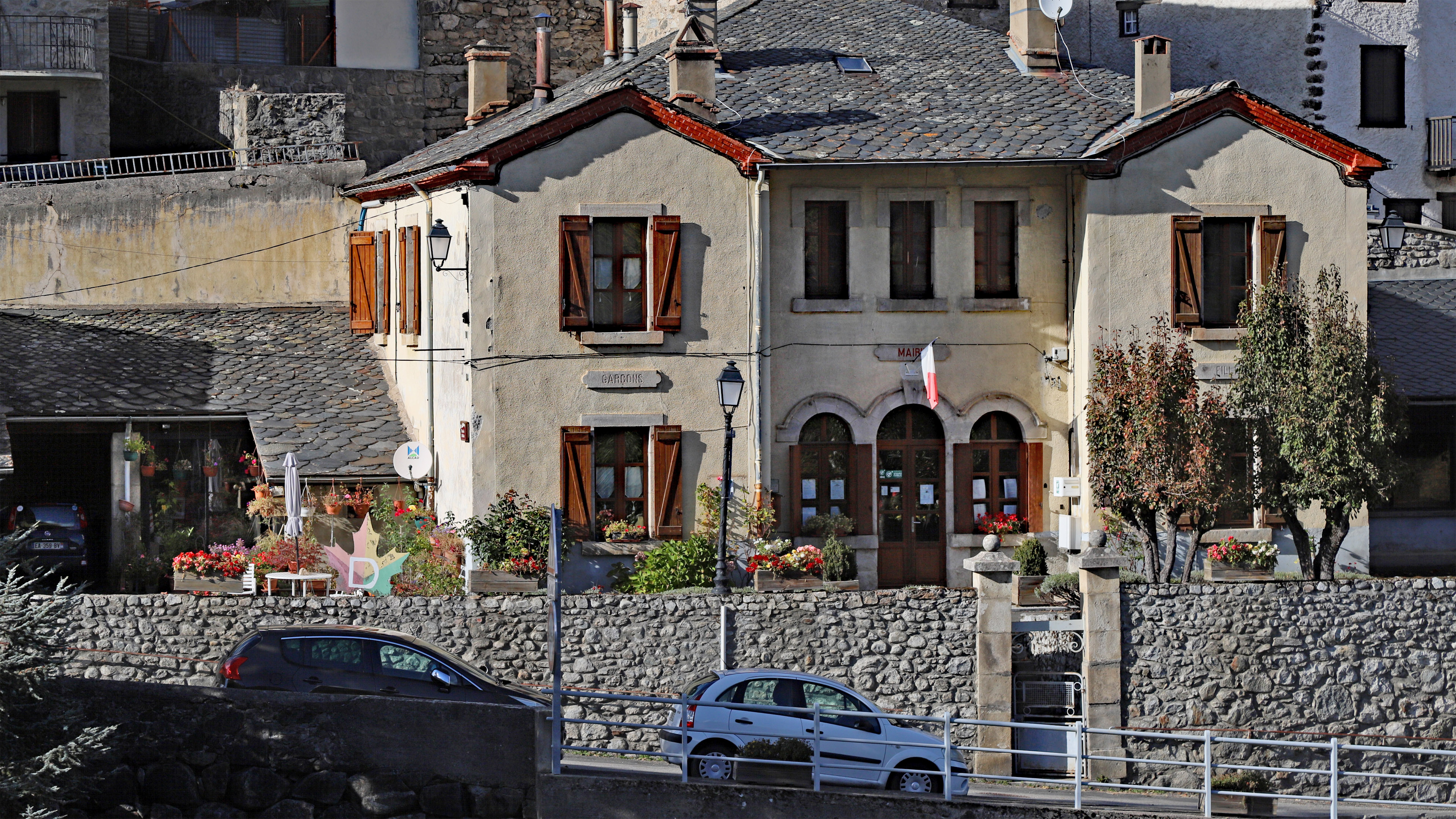
La mairie et l'école
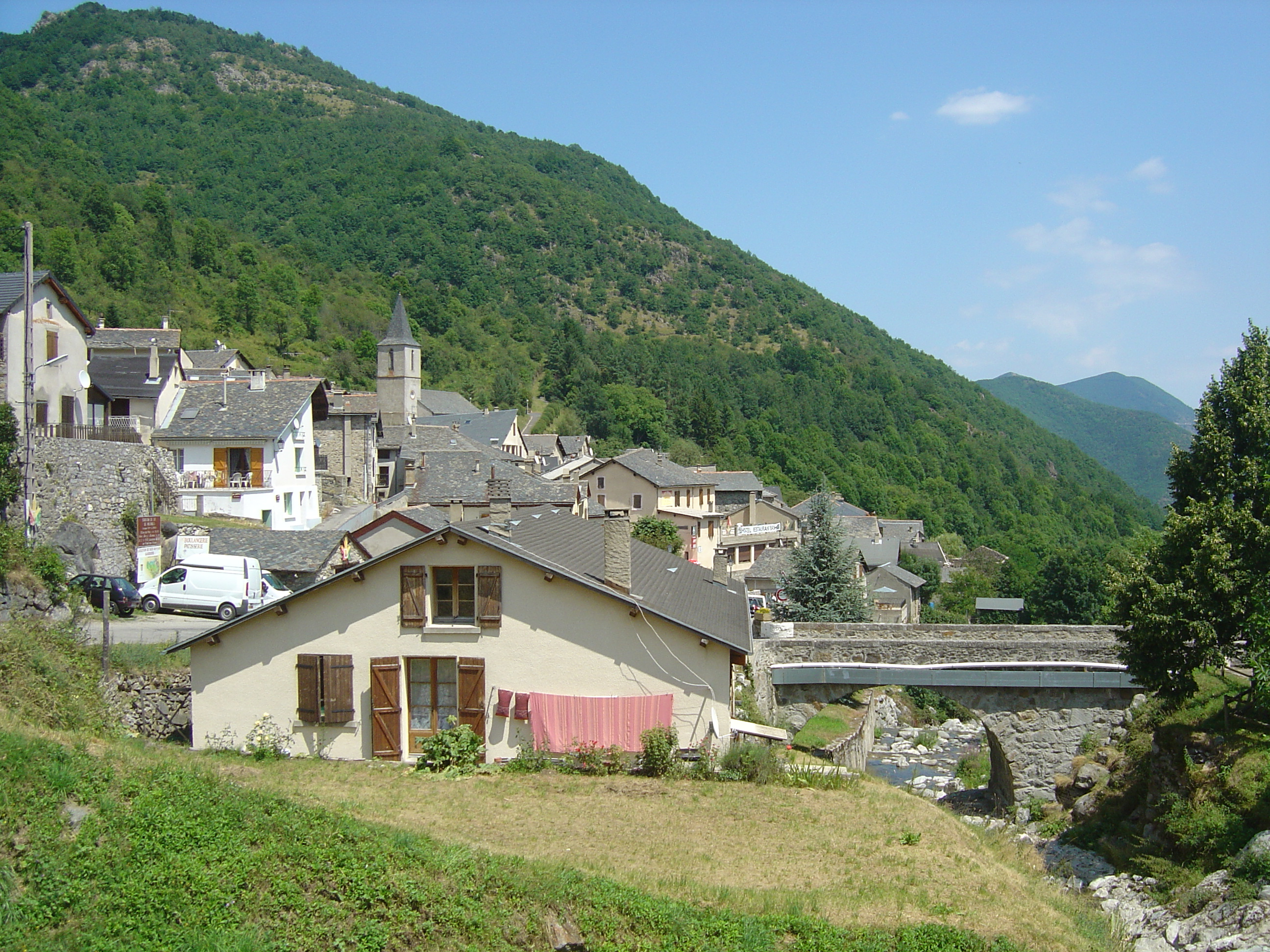
Vue générale de Mijanès
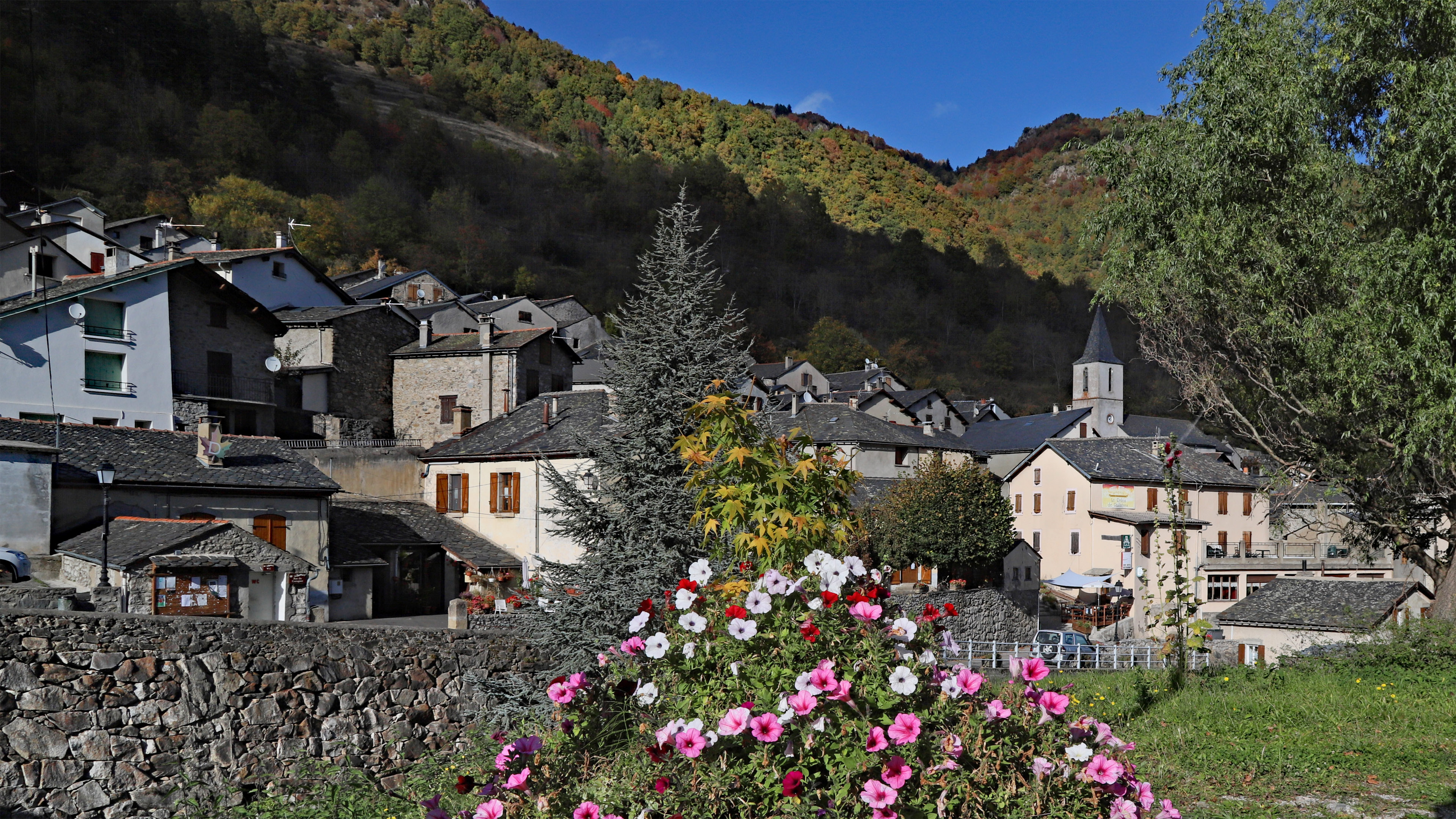
Automne à Mijanès
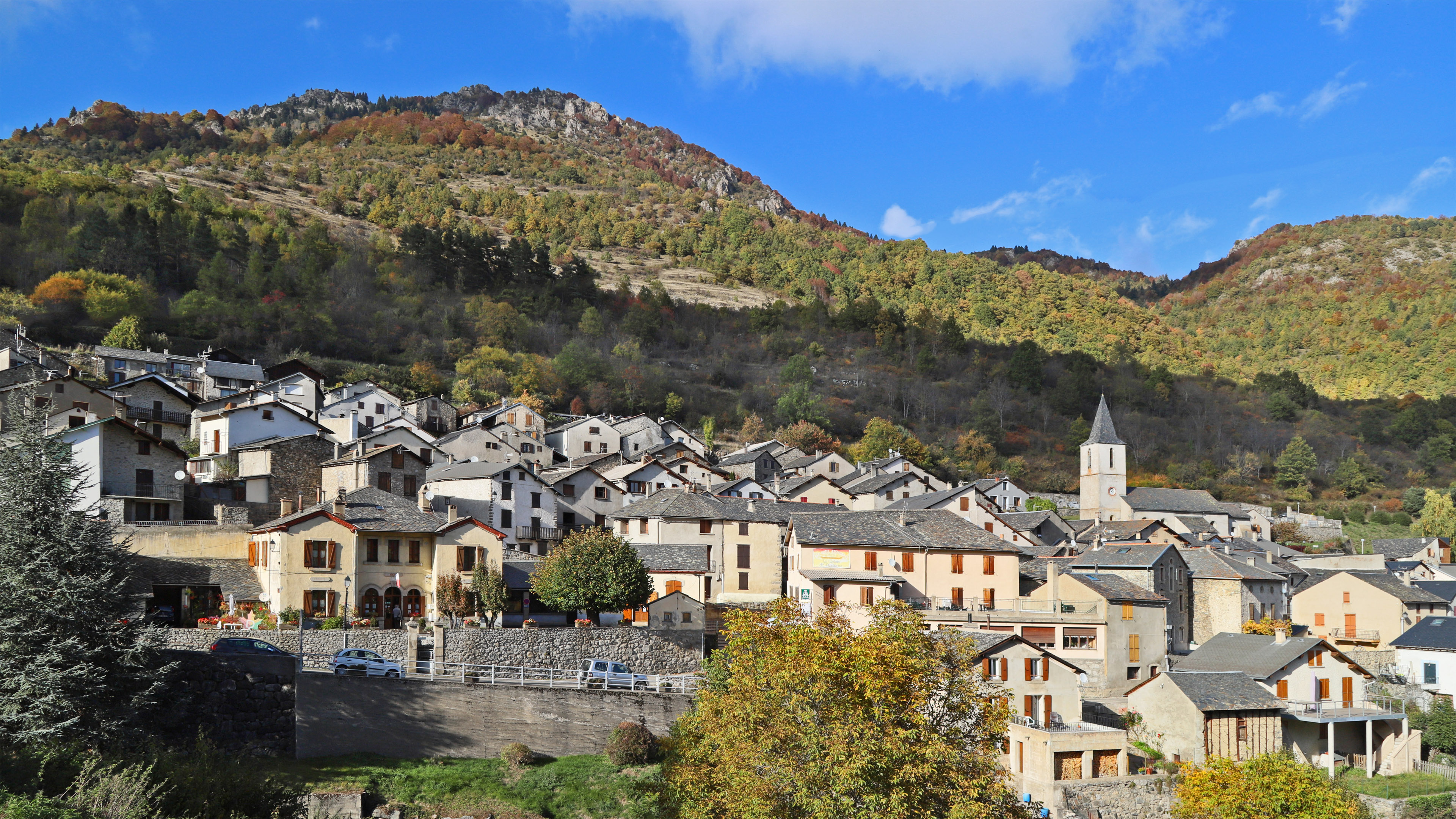
Au loin le Roc de la Soulane 1776 m

### Monument préhistorique
Le dolmen du col des Trabesses, monument funéraire néolithique très dégradé, se trouve à côté du lieu-dit éponyme, à la croisée de plusieurs anciens chemins (42° 44′ 14″ N, 2° 00′ 42″ E). Accessible depuis la D 25, Il se situe très près du territoire communal, mais néanmoins à l'extrémité sud de la commune de Niort-de-Sault dans le département de l'Aude.

### Forge à la catalane

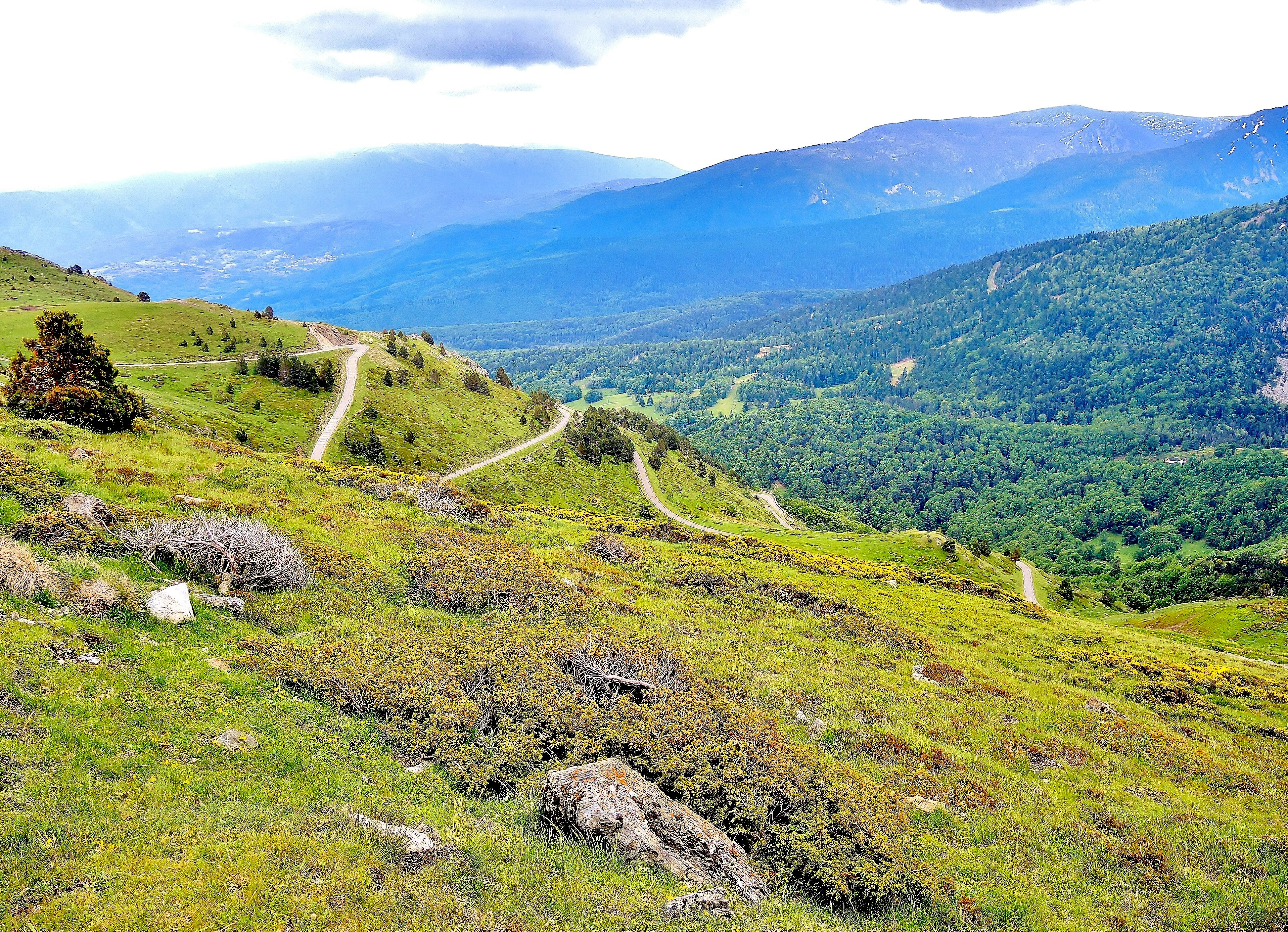
Lacets, côté est, du col de Pailhères.

La forge à la catalane de Mijanès est située au lieu-dit la Forge près de la rivière la Bruyante, et proche d'un terrain, la Mouline, où fonctionnait dès le Moyen Âge un moulin de fer (forges à bras, forges de village).
Elle est mentionnée pour la première fois en 1714 quand le marquis d'Usson est autorisé par le roi Louis XIV à construire une forge à la catalane. La forge de Mijanès est construite sur la rivière dont le débit est suffisamment important pour faire fonctionner, par la force hydraulique et motrice, la soufflerie de la trompe ainsi que la roue à palettes de l'arbre moteur. Étant située en amont du village, l'eau qui servait au bon fonctionnement de cette structure était contingentée car elle permettait également de faire tourner les moulins à farine ainsi qu'une scierie. Le minerai de fer venait de la mine de Rancié située dans la vallée de Vicdessos et peut-être de la mine de fer de Boutadiol, et était transporté par des voituriers avec des mulets. La méthode consiste à extraire le fer du minerai par réduction par le carbone, fourni par le charbon de bois. On place dans le fourneau une couche de minerai, une couche de charbon, et cette combustion activée par de l'air soufflé peut atteindre 900 °C.
Pour faire du charbon, on réalise des meules de 10 à 15-20 stères suivant le lieu d'approvisionnement. Un stère de bois de hêtre donne environ 0,3 m3 de charbon pour une masse de 75 kg environ. Huit ouvriers étaient nécessaires pour le fonctionnement de la forge, 4 maîtres et 4 valets. Au foyer, le premier maître chef était chargé de l'organisation générale, de l'entretien du creuset ainsi que de sa construction, du chargement et de la surveillance des opérations. Au maillé (le maître forgeur) revenait la direction du mail, des Rouets et des roues.

### Les orrys
C'est dans ces abris que se réfugiaient les bergers et les paysans pour éviter de redescendre au village ; leur qualité et leur simplicité de construction font que ces orrys ont traversé les années sans trop de dégradation. Ils sont nombreux autour du village, mais difficiles à trouver et il convient de se faire accompagner par un guide pour les découvrir.

### Église de Mijanès
L'église Saint Jean-Baptiste date du XVIIe siècle, de style Renaissance (façade ravalée en 1965).

### Sommets et col environnants
On remarque notamment le pic de Balbonne (2 305 m), le Roc Blanc (2 546 m). On accède à la haute vallée de l'Ariège par le port de Pailhères (2 001 m) mais uniquement à la bonne saison.

### Gouffre du Mounégou
Découvert en 1968, le gouffre du Mounégou a une longueur de 1 300 m et atteint la profondeur de −324 m.

## Culture et festivités
- Fête au village les 3, 4 et 5 août.

## Personnalités liées à la commune
- L’abbé Julien-Marie Durand (1904-1970), archéologue et préhistorien, nommé à Montségur puis de 1941 à 1945 à Mijanès, où il effectue des fouilles au château d'Usson. Son nom restera particulièrement attaché au site de l'église rupestre Vals.
- Jean-Pierre Bel (1951), ancien président du Sénat, fut maire de cette commune.

## Pour approfondir